# Adelsberg (Chemnitz)
Adelsberg, Chemnitz-Adelsberg – dzielnica miasta Chemnitz w Niemczech, w kraju związkowym Saksonia. 